# Orchestre symphonique national du Danemark
L'Orchestre symphonique national du Danemark (DR SymfoniOrkestret en danois, anciennement connu sous le nom DR Radiosymfoniorkestret, Orchestre symphonique national de la radio danoise), également connu internationalement sous le nom de Danish National Symphony Orchestra, est l'orchestre symphonique le plus réputé du Danemark.

## Historique
Fondé en 1925, l'Orchestre symphonique national du Danemark compte également parmi les plus anciens orchestres de radio. Il doit son rang parmi les grandes phalanges européennes à deux chefs éminents, Fritz Busch et le Russe Nicolai Malko qui l'ont dirigé à ses débuts.
En 2004, Thomas Dausgaard, précédemment chef invité principal, est nommé à la tête de l'orchestre, le premier chef de nationalité danoise occupant ce poste. Iouri Temirkanov lui a succédé au poste de chef invité principal. Dausgaard a été remplacé par Rafael Frühbeck de Burgos en 2012, décédé en 2014.
Depuis 2017, le directeur musical de l'orchestre est Fabio Luisi. Son contrat à la tête de la formation est prolongé en 2020, jusqu'en 2026.
L'orchestre est basé à la Salle symphonique de Copenhague, inaugurée le 17 janvier 2009, que l'on doit à Jean Nouvel.
En 2022, la musique des extraits de concerts comme celle composée par Nicklas Schmidt (da) pour la série télévisée L'Orchestre de Mikkel Munch-Fals (da) et Adam Price est interprétée par l'Orchestre symphonique national du Danemark et enregistrée dans la Salle symphonique de Copenhague,.

## Instrumentistes notables
- Christina Astrand (en) (née en 1969), violoniste.
- [un violoncelliste gaucher]
- Niels Eje (en) (né en 1954), hautboïste.
- Wilhelm Lanzky-Otto (en) (1909-1991), corniste.
- Ulla Miilmann (en) (née en 1972), flûtiste : c'est elle qui joue la plupart des solos, comme dans les finales des Première et Quatrième symphonies de Brahms.

## Chefs permanents
Comme chefs permanents de l'orchestre se sont succédé :
- Launy Grøndahl (1925-1955) ;
- Erik Tuxen (1936-1941) ;
- Nicolaï Malko (1929-1932) ;
- Fritz Busch ;
- Thomas Jensen (en) ;
- Lamberto Gardelli (1955-1961) ;
- Miltiades Caridis (1962-1966) ;
- Jan Krenz (1966-1968) ;
- Herbert Blomstedt (1968-1978) ;
- Lamberto Gardelli (1986-1989) ;
- Leif Segerstam (1989-1995) ;
- Ulf Schirmer (1995-1998) ;
- Gerd Albrecht (1998-2004) ;
- Thomas Dausgaard (2004-2011) ;
- Rafael Frühbeck de Burgos (2012-2014) ;
- Fabio Luisi (depuis 2017).

## Créations
L'Orchestre symphonique national du Danemark est le créateur de plusieurs œuvres, de Niels Viggo Bentzon, Marius Constant (Cyrano de Bergerac, 1988), Peter Maxwell Davies (Salomé, 19778), Pelle Gudmundsen-Holmgreen (Symphonie no 1, 1968), Anders Hillborg (Four Transitory Sorlds, 2009), Finn Høffding (Vår-Host, 1946 ; The Arsenal of Springfield, 1955 ; Fantasia concertante, 1965), Vagn Holmboe (Symphonie no 13, 1996), Axel Borup-Jørgensen (en), Rued Langgaard (Symphonies no 2 « Vaarbrud », 1948 ; no 3 « Ungdomsbrus », 1934 ; no 6 « Det Himmelrivende », 1935 ; no 7 « Ved Tordenskjold i Holmens Kirke », 1955 ; no 10 « Hin Tordenbolig », 1947 ; no 12 « Helsingeborg », 1977 ; no 13 « Undertro », 1970 ; no 15 « Søstormen », 1976 ; no 16 « Syndflod af Sol », 1966 ; Concerto pour violon, 1968), Erik Norby (en) (Regnbueslangen, 1975 ; Edvard Munch Triptych pour chœeur et orchestre, 1979), Per Nørgård (Symphonies no 1 « Austera », 1958 ; no 3, 1976 ; no 5, commande, 1990 ; no 6 « At the End of the Day », 2000 ; no 7, 2009 ; Luna, 4 phases, 1958), Krzysztof Penderecki (De natura sonoris no 3, commande, 2012), Poul Ruders (Concerto in Pieces, 2008) et Robert Simpson (Symphonie no 8, 1982), notamment.